# Sheldon D. Brown
Sheldon D. Brown (* um 1993) ist ein US-amerikanischer Theater- und Filmschauspieler.

## Leben
Nach Abschluss seines Schauspielstudiums am Emerson College in Boston im Jahr 2014 zog Sheldon D. Brown nach Chicago. Hier erhielt er Engagements in The Shipment am Red Tape Theatre, Time Is On Our Side am Face Theatre, 1980 or Why I Voted for John Anderson am Jackalope Theatre, A Wonder In My Soul im Victory Gardens und Man In The Ring am Court Theatre.
Nachdem der mit ihm befreundete Matthew Fifer mit dem Schreiben des Drehbuchs für Cicada begonnen hatte und ihn im Februar 2018 ins Boot holte, wurde Brown am 8. April 2018 auf der Straße aus einem Auto heraus nach dem Weg zu einer Party gefragt, als die Insassen plötzlich auf ihn schossen. Nach einer Operation erwachte er im Krankenhaus. So überarbeitete Fifer die ursprünglich auf Ereignissen seines Lebens basierende Geschichte und nahm das Trauma Browns mit auf. Im Juni 2018, nach Browns Entlassung aus dem Krankenhaus, wurden die Dreharbeiten begonnen. Bei den im Film zu sehenden Narben handelt es sich um Browns echte, die er von den Schussverletzungen davontrug. Brown sagte über die von ihm gespielte Figur, die sich mit ihrer Sexualität sehr unwohl fühlt: „Ich denke, schwarze Männer, insbesondere schwarze queere Männer, leben immer in einem Zustand der Unsicherheit.“ Es sei für ihn wichtig gewesen zu zeigen, wie Sam lernen muss, nicht in Angst zu leben.
Nach den Dreharbeiten für Cicada bereitete er sich weiter auf seine Rolle in This Bitter Earth am Face Theatre vor. Darin spielte er Jesse, ein schwarzer Mann aus Kansas, der konservativ und religiös erzogen wurde und nach New York gekommen ist, um Dramatiker zu werden. In dem Stück erscheint Brown in Unterwäsche mit einem Stomabeutel auf der Bühne, was sechs Monate zuvor seinem Erscheinungsbild im Krankenhaus entsprach.
In dem Horrorfilm The Canyonlands von Brendan Devane erhielt er die Rolle von Dave.
Brown lebt offen schwul.

## Theaterengagements (Auswahl)
- 2016: Feral, The Greenhouse Theater Center (Rolle: Toma)[7]
- 2018: The Shipment, Red Tape Theatre[8]
- 2018: Time Is On Our Side, Face Theatre[7]
- 2018: This Bitter Earth, Face Theatre[7]
- 2019: Oedipus Rex, Inszenierung von Charles Newell, Court Theatre (Rolle: Zeuspriester)[9]

## Auszeichnungen
Independent Spirit Award
- 2022: Nominierung für das Beste Drehbuchdebüt (Cicada)[10]